# لینژبایاتوکسین-آ
لینژبایاتوکسین-آ (به انگلیسی: Lyngbyatoxin-a) یک ترکیب شیمیایی با شناسه پاب‌کم ۹۱۷۰۶ است. 